# Chráněná krajinná oblast Biele Karpaty
Chráněná krajinná oblast Biele Karpaty je jednou z 14 chráněných krajinných oblastí na Slovensku. Rozkládá se na ploše 446 km² na území slovenské části Bílých Karpat na západě této země, podél slovensko-české hranice, kde na ni navazuje česká chráněná krajinná oblast Bílé Karpaty. Slovenská chráněná krajinná oblast se skládá ze dvou územně nesouvislých částí, větší východní a menší západní, která přesahuje do Chvojnické pahorkatiny. Celkově zasahuje oblast do sedmi okresů ve dvou krajích: Trenčínském (okresy Ilava, Myjava, Nové Mesto nad Váhom, Púchov a Trenčín) a Trnavském (okresy Senica a Skalica). Celká rozloha oblasti je Část území je zařazena do sítě Natura 2000.

## Přírodní poměry
Chráněná krajinná oblast byla vyhlášena červenci 1979 (o rok dříve než na české straně) a její zákon byl aktualizován v srpnu 2003. Podnětem k vyhlášení byla snaha o zachování a zhodnocování zdejší krajiny. Geologickou stavbu tvoří na severozápadě venkovní flyšové pásmo spolu s pruhem bradlového pásma na jihovýchodě. Typickým jevem tohoto bradlového pásma jsou starší útvary vyčnívající nad okolní paleogenní útvary, jež tvoří vápencová bradla, tedy osamocené soutěsky, skalní stěny a suťové kužely.
Na území chráněné krajinné oblasti se nacházejí vzájemně se prolínající lesní komplexy (lesy se vyskytují na 67 % plochy). Převážně jsou tvořeny původním druhovým složením, tedy buky (Fagus), duby (Quercus), habry (Carpinus), javory (Acer), jasany (Fraxinus) či lipami (Tilia). Zatím nevykazují vážnější známky poškození. V okolí vodních toků jsou obvykle vrbovo (Salix)–olšové (Alnus) porosty, ale je možné najít též staré ovocné sady, remízky a meze.
Oblast je významná svou různorodostí (našlo se zde asi 1200 druhů vyšších rostlin). Vhodné podmínky zde jsou pro rozvoj čeledě vstavačovitých rostlin (Orchidaceae). Vyskytuje se zde vstavač kukačka (Orchis morio), vstavač vojenský (Orchis militaris), vstavač bledý (Orchis pallens), vstavač osmahlý (Orchis ustulata), vstavač trojzubý (Orchis tridentata), vstavač mužský (Orchis mascula), dále prstnatec pleťový (Dactylorhiza incarnata), prstnatec májový (Dactylorhiza majalis), prstnatec bezový (Dactylorhiza sambucina), prstnatec Fuchsův Soóův (Dactylorhiza fuchsii subsp. sooiana), pětiprstka žežulník (Gymnadenia conopsea), pětiprstka žežulník horská (Gymnadenia conopsea subsp. montana), pětiprstka hustokvětá (Gymnadenia densiflora), střevíčník pantoflíček (Cypripedium calceolus), hlavinka horská (Traunsteineria globosa), kruštík bahenní (Epipactis palustris), kruštík drobnolistý (Epipactis microphylla), kruštík tmavočervený (Epipactis atrorubens), tořič čmelákovitý Holubyho (Ophrys holubyana), vemeník zelenavý (Platanthera chlorantha), vemeník dvoulistý (Platanthera bifolia), okrotice bílá (Cephalanthera damasonium), okrotice dlouholistá (Cephalanthera longifolia) a rudohlávek jehlancovitý (Anacamptis pyramidalis).

## Maloplošná zvláště chráněná území
V chráněné krajinné oblasti se nachází následující maloplošná zvláště chráněná území:
Přírodní rezervace
- Debšín
- Drieňová
- Hornozávrská mokraď
- Jachtár
- Krasín
- Lednické bradlo
- Nebrová
- Veľká Javorina
- Vršatské bradlá
- Vršatské hradné bralo
- Záhradská
- Červenokamenské bradlo
- Šmatlavé uhlisko

Přírodní památky
- Babiná
- Baricovie lúky
- Bestinné
- Biely vrch
- Blažejová
- Borotová
- Brezovská dolina
- Bučkova jama
- Cetuna
- Chvojnica
- Dračia studňa
- Drietomica
- Grúň
- Kohútová
- Kožíkov vrch
- Krivoklátská tiesňava
- Krivoklátske lúky
- Kurinov vrch
- Lednické skalky
- Lopeníček
- Malejov
- Mravcové
- Petrová
- Podsalašie
- Rajkovec
- Raková
- Skalice
- Strošovský močiar
- Včelíny
- Šifflovské
- Štefanová
- Žalostiná